# 턱 왓킨스
턱 왓킨스(Tuc Watkins, 1966년 9월 2일 ~ )는 미국의 배우이다.

## 출연 작품

### 영화
- 리틀 시스터 (1992)
- I Think I Do (1997)
- 미이라 (1999)
- 캔트 스탑 댄싱 (1999, Can't Stop Dancing)
- 2번 레인의 기적 (2000)
- 인페스티드 (2002, Infested)
- 13 Graves (2006)
- 굿 셰퍼드 (2006)
- 보이즈 인 더 밴드 (2020)

### 텔레비전
- SOS 해상 구조대 (1992)
- 멜로즈 플레이스 (1993)
- 원 라이프 투 리브 (1994-96, 2001-13)
- 제너럴 호스피털 (1996-97)
- 뉴욕경찰 24시 (2000)
- 식스 핏 언더 (2002)
- CSI: 과학수사대 (2002)
- 올 마이 칠드런 (2005)
- 위기의 주부들 (2004-12)
- 콜드 케이스 (2007)
- 프랭클린 & 배쉬 (2012)
- 팍스 앤 레크리에이션 (2012-14)
- 밥스 버거스 (2013) - 목소리
- 웨어하우스 13 (2013)
- 성질 죽이기 (2013)
- 어쿼드 (2014)
- 메이저 크라임 (2015)
- 필라델피아는 언제나 맑음 (2016)
- 볼러스 (2016)
- 캐슬 (2016)